# Telesto sanguinea
Telesto sanguinea är en korallart som beskrevs av Elisabeth Deichmann 1936. Telesto sanguinea ingår i släktet Telesto och familjen Clavulariidae. Inga underarter finns listade i Catalogue of Life.